# Unleashed in the East
Albums de Judas Priest
Killing Machine
(1979) British Steel
(1980)
Singles
1. Diamonds and Rust
Sortie : 1979
2. The Green Manalishi (With The Two-Pronged Crown)
Sortie : 1979

Unleashed in the East (Live in Japan) est le premier album live du groupe de heavy metal anglais Judas Priest. Il est sorti en octobre 1979 sur le label CBS Records et fut produit par Tom Allom et le groupe.

## Historique
Cet album fut enregistré pendant une tournée de quatre dates au Japon pour promouvoir l'album Killing Machine. Les enregistrements se déroulèrent le 10 février 1979 au Nakano Sun Plaza à Nakano et le 15 février au Tokyo Kōsei Nenkin Kaikan de Tokyo. Le show donné lors de ces concerts comprenait une setlist de 17 titres ,, mais seulement deux titres Running Wild et The Green Manalishi, présent sur l'album original, proviennet de l'album Killing Machine.
La version originale japonaise, intitulée Priest in the East (Live in Japan), contenait déjà les pistes ajoutées en 2001 sur la version "The Remasters". 
Des doutes sur l'authenticité de l'enregistrement en public circulèrent. Rob Halford admit plus tard qu'il souffrait d'un rhume lors de cette tournée japonaise et que cela avait ruiné ses performances vocales, par conséquent le chant fut réenregistré en studio. L'album sera surnommé parfois "Unleashed in the Studio" (déchainé dans le studio).
Cet album live est un bon exemple de l'importance de Judas Priest sur le metal : les noms des 7 première pistes de l'album furent pris comme nom par des groupes de metal. Dans la version non étendue, seul Diamonds and Rust (reprise d'un titre de Joan Baez) ne fut pas pris en tant que nom. Parmi les plus importants de ces groupes, Running Wild et Exciter.
Il fut le premier album du groupe à se classer dans le top 10 des charts britanniques (10e place) et le premier à entrer dans le top 100 (70e place) du Billboard 200 aux États-Unis, pays où il fut certifié disque de platine en 2001.

## Liste des titres
Face 1
| No | Titre                                            | Auteur                    | Durée |
| -- | ------------------------------------------------ | ------------------------- | ----- |
| 1. | Exciter                                          | Rob Halford, Glenn Tipton | 5:38  |
| 2. | Running Wild                                     | Tipton                    | 2:53  |
| 3. | Sinner                                           | Halford, Tipton           | 7:31  |
| 4. | The Ripper                                       | Tipton                    | 2:44  |
| 5. | The Green Manalishi (With the Two-Pronged Crown) | Peter Green               | 3:14  |

Face 2
| No | Titre             | Auteur                                      | Durée |
| -- | ----------------- | ------------------------------------------- | ----- |
| 6. | Diamonds and Rust | Joan Baez                                   | 3:39  |
| 7. | Victim of Changes | Halford, K. K. Downing, Tipton, Alan Atkins | 7:14  |
| 8. | Genocide          | Halford, Downing, Tipton                    | 7:18  |
| 9. | Tyrant            | Halford, Tipton                             | 4:39  |

Titres bonus réédition "The Remasters", 2001
| No  | Titre                 | Auteur                   | Durée |
| --- | --------------------- | ------------------------ | ----- |
| 10. | Rock Forever          | Halford, Downing, Tipton | 3:27  |
| 11. | Delivering the Goods  | Halford, Downing, Tipton | 4:07  |
| 12. | Hell Bent for Leather | Tipton                   | 2:40  |
| 13. | Starbreaker           | Halford, Downing, Tipton | 5:58  |

## Musiciens
- Rob Halford : chant
- K. K. Downing : guitare solo & rythmique
- Glenn Tipton : guitare solo & rythmique
- Ian Hill : basse
- Les Binks : batterie

## Charts et certifications
| Pays        | Durée du classement | Meilleur classement |
| ----------- | ------------------- | ------------------- |
| Canada      | 9 semaines          | 73e                 |
| États-Unis  | 11 semaines         | 70e                 |
| Royaume-Uni | 8 semaines          | 10e                 |

| Pays       | Certification | Ventes      | Date       |
| ---------- | ------------- | ----------- | ---------- |
| États-Unis | Platine       | 1 000 000 + | 10/11/1989 |